# Matt Reid
Matt Reid (Sydney, 17 de julho de 1990) é um tenista profissional australiano. Seus melhores rankings pela ATP é o de N° 183 de Simples, onde chegou no dia 3 de fevereiro de 2014, e 115 de Duplas, alcançado em 4 de novembro de 2013.

## Carreira
Como um tenista júnior, em 2008 Matt Reid foi vice-campeão do Torneio de Wimbledon nas Duplas em parceria com o compatriota Bernard Tomic ao perderem na final para a parceria de Taiwan formada por Hsieh Cheng-peng e Yang Tsung-hua por 6/4, 2/6 e 12-10.
Já como profissional, Reid alcançou a segunda rodada da chave de Duplas Masculino do Grand Slam do Aberto da Austrália de 2013 em parceria com o compatriota Samuel Groth. Posteriormente, Reid é vice-campeão do Challenger Nature's Way Sydney Tennis International ao perder na decisão do torneio para o compatriota Nick Kyrgios em sets diretos por 6/3 e 6/2. Ainda em 2013, Reid perdeu na primeira rodada da chave de simples do tradicional Torneio de Wimbledon para o tcheco Radek Stepanek, por 3 sets a 0 e parciais de 6/2, 6/2 e 6/4.
Em 2014, Reid conquistou o título do torneio Challenger McDonald's Burnie International ao vencer na final o japonês Hiroki Moriya por 6/3 e 6/2. Com esse resultado, ele alcançou no dia 3 de fevereiro daquele ano o N° 183 de Simples do ranking da ATP.
Em janeiro de 2016, ao lado do compatriota Jordan Thompson, Matt foi eliminado nas quartas de final da chave de duplas do ATP 250 de Sydney pela parceria formada pelo brasileiro Bruno Soares e o britânico Jamie Murray por duplo 6/4.